# Hernando de Soto (économiste)
Cet article concerne l'économiste péruvien. Pour le conquistador espagnol, voir Hernando de Soto (conquistador). Pour les homonymes, voir de Soto.
Hernando de Soto Polar est un économiste libéral péruvien, né le 3 juin 1941 à Arequipa.
Ses travaux portent sur le rôle de l'accès à la propriété privée dans l'émancipation et l'enrichissement des populations défavorisées ainsi que sur l'importance de l'économie souterraine dans les pays en développement. Il expose dans ses ouvrages sa thèse selon laquelle les habitants des pays du Sud sont riches mais riches d'un « capital mort », qu'ils ne peuvent mobiliser faute d'un système de droits de propriété efficace.
Engagé en politique, il se présente à l’élection présidentielle de 2021 avec le soutien du parti libéral En avant pays. Il arrive en quatrième position du premier tour, avec 11,6 % des suffrages exprimés.

## Biographie

### Origines
Né d'un père diplomate, il émigre en 1948 à l'âge de sept ans en Suisse. Il y suit des études supérieures à l'Institut de hautes études internationales (IUHEI) de Genève. Son frère, le diplomate Álvaro de Soto, a notamment été ambassadeur en France.

### Carrière professionnelle
Économiste, il travaille notamment au GATT, à la Swiss Bank Corporation Consultant Group et exerce la fonction de gouverneur de la banque centrale du Pérou. Il retourne dans son pays natal en 1980 pour collaborer avec le gouvernement de Fernando Belaunde.
En 1980, à Lima, il crée l'Institut pour la liberté et la démocratie (ILD), dont le but est de promouvoir les réformes politiques permettant aux pays pauvres de se développer. Trente pays l'invitent à mettre en place les plans de l'ILD sur leur territoire. Il conseille de nombreux dirigeants d'Amérique latine ou du tiers monde,.

### Parcours politique
Hernando de Soto participe à la campagne présidentielle de l'écrivain conservateur Mario Vargas Llosa en 1990. Après l'échec de ce dernier, il se rallie au candidat élu, Alberto Fujimori, dont il devient le conseiller économique. Alberto Fujimori instaure un régime autoritaire et met en œuvre des réformes néolibérales.
En 2001, il fonde le parti Capital Popular dans la perspective de l'élection présidentielle, mais renonce finalement à se présenter. Il est ensuite conseiller des présidents Alejandro Toledo (2001-2006) et Alan García (2006-2011). Il a notamment été désigné représentant personnel d'Alan Garcia dans le processus de signature et de ratification de l'Accord de libre-échange entre les États-Unis et le Pérou.
Il fait partie de l'équipe de campagne de Keiko Fujimori lors des élections présidentielles de 2011 et de 2016.
Soutenu par le parti libéral En avant pays, il est candidat à l'élection présidentielle de 2021. Durant la campagne, il est impliqué dans le « Vacunagate », un scandale très médiatisé au Pérou concernant des personnalités influentes ayant bénéficié de passes-droits dans l'accès à la vaccination contre le Covid-19. Pendant les débats présidentiels, de Soto a promis de travailler avec les Nations unies pour empêcher les étrangers « criminels ou pauvres » d'entrer au Pérou, déclarant : « Laissez leurs gouvernements s'occuper d'eux, nous nous occuperons des nôtres ». Il a également proposé de réformer le système éducatif du Pérou pour moins dépendre de l'étranger et d'augmenter le budget de la santé. D'après les enquêtes d’opinion, de Soto bénéficie d’un certain soutien parmi les classes aisées du pays, en particulier chez les jeunes. Il arrive en quatrième position du premier tour, avec 11,6 % des suffrages exprimés.

## Travaux
Hernando de Soto a publié deux ouvrages majeurs, traduits dans plus de 20 langues: Le premier paru en 1986 dans sa version espagnole: L'Autre Sentier, en référence aux terroristes du Sentier lumineux au Pérou qui avaient essayé de l'assassiner. En 2000, il publie Le Mystère du capital : Pourquoi le capitalisme triomphe en Occident et échoue partout ailleurs.
Pour de Soto, rappelant que « les pays pauvres ont besoin des solutions que les pays développés ont adoptées au XIXe siècle, pas au XXIe siècle. », une condition primordiale de fonctionnement du capitalisme est la protection du droit de propriété par l'État. Dans ce livre, il explique que l'arsenal législatif progressivement mis en place en Occident a permis une émancipation de l'individu par rapport à la communauté, la garantie de la propriété, la généralisation et la standardisation des titres de propriété. Une plus grande confiance dans les relations entre acteurs économiques est créée par cette garantie étatique qui fluidifie le marché, augmentant ainsi son efficience. La création d'un système complexe de mutualisation du risque (assurances et sociétés anonymes) et l’accès plus facile au crédit, sont autant de raisons qui expliquent - et conditionnent -  l’avantage comparatif dont bénéficie une économie de marché disposant de droits de propriété clairement garantis.
Ses travaux comptent parmi les sources d'inspiration de l’Agence des États-Unis pour le développement international (Usaid) et de la Banque mondiale.
Depuis son travail au Pérou dans les années 1980, son institut, l’ILD, a travaillé dans des dizaines de pays. Les chefs d'État de plus de 35 pays ont sollicité les services de l'ILD pour discuter de la manière dont les théories sur les droits de propriété de l'ILD pourraient potentiellement améliorer leur économie. L'ILD a proposé au congrès péruvien une loi qui permettra l'enregistrement cadastral de propriétés immobilières en situation irrégulière. En 1991, la loi, appelée Ley de Registro de Predios Rurales, fut approuvée.
La politologue Susan C. Stokes a soutenu que de Soto était à l'origine du changement de politique économique d'Alberto Fujimori, d'une politique keynésienne à une politique libertarienne. Pour le Cato Institute la réforme agraire qu'il a inspirée a affaibli la guérilla du Sentier lumineux en affranchissant les paysans de la dépendance envers les terroristes. De Soto aurait échappé à trois tentatives d'assassinat de la part du groupe terroriste.
En 2014, De Soto a commencé à réfuter la thèse de l'économiste français Thomas Piketty en affirmant que ses attaques contre le capital dans son livre Le capital au 21e siècle étaient injustifiées. De Soto a fait valoir que les statistiques de Piketty ignoreraient les 90% de la population mondiale vivant dans les pays en développement et les anciens États soviétiques, dont les habitants produisent et détiennent leur capital dans le secteur informel. 
La journaliste Madeleine Bunting l'a accusé d'encourager des solutions fatalistes, tandis que le journaliste John Gravois a critiqué sa proximité avec les milieux du pouvoir, notamment le Forum de Davos. De Soto a répondu en expliquant qu'ainsi il sensibilisait les puissants à la situation des pauvres. Robert J. Samuelson lui a reproché d'aborder les problèmes du tiers monde d'un point de vue trop singulier en négligeant le culturel. Alan Gilbert trouve que donner des titres de propriété aux pauvres comme à Bogota n'a eu qu'un effet à la marge sur l'accès au crédit des plus pauvres. Dans son ouvrage Le pire des mondes possibles, de l'explosion urbaine au bidonville global, le sociologue Mike Davis reproche à Hernando de Soto d'être le porte-voix des politiques institutionnelles portées par la Banque Mondiale et le FMI depuis les années 1980 qui, loin d'améliorer la situation des pauvres, conduiraient, via l'affaiblissement des États et la privatisation des marchés du logement, à une dégradation très nette des conditions de vie dans nombre de bidonvilles. Il va même jusqu'à qualifier Hernando de Soto de « gourou planétaire du populisme néolibéral ».
À ses yeux, les droits collectifs de ces populations, qu’il qualifie de simples « morceaux de papier » sans valeur juridique, relèveraient de l’« extralégalité » au même titre que l’exploitation minière sauvage.

## Récompenses
Hernando de Soto a reçu de nombreuses récompenses, parmi lesquelles le Freedom Prize (Suisse), le prix Fisher (Grande-Bretagne) l’Adam Smith Award de l’Association of Private Enterprise Education (États-Unis, 2002), le Donney Fellow de l'université Yale et le prix Milton Friedman pour le progrès des libertés.
Il est reconnu et estimé, en particulier de Bill Clinton qui a dit de lui qu'il était le « plus grand économiste vivant », de Ronald Reagan ou de Kofi Annan[réf. nécessaire]. Time Magazine l'a désigné comme l'un des cinq plus grands innovateurs sudaméricains du XXe siècle.